# ألبرتو إدواردز
ألبرتو إدواردز (بالإسبانية: Alberto Edwards Vives)‏ هو كاتب ومؤرخ وسياسي تشيلي، ولد في 25 نوفمبر 1874 في فالبارايسو في تشيلي، وتوفي في 3 أبريل 1932 في سانتياغو في تشيلي. انتخب وزير المالية - تشيلي وانتخب عضو مجلس النواب التشيلي.